# Municipio Colquiri
Das Municipio Colquiri liegt im Departamento La Paz im südamerikanischen Andenstaat Bolivien.

## Lage im Nahraum
Das Municipio Colquiri ist eines von sechs Municipios der Provinz Inquisivi und liegt im südwestlichen Teil der Provinz. Es grenzt im Nordwesten an das Municipio Ichoca, im Westen und Süden an das Departamento Oruro, im Osten an das Departamento Cochabamba und im Nordosten an das Municipio Inquisivi.
Das Municipio hat 156 Ortschaften (localidades), zentraler Ort des Municipio ist Colquiri mit 5935 Einwohnern im westlichen Teil des Municipio. (Volkszählung 2012)

## Geographie
Das Municipio Colquiri liegt auf einer mittleren Höhe von 4000 m und reicht von den Gipfeln der Kordillere Quimsa Cruz in die östlich anschließenden Hochtäler, zwischen dem bolivianischen Altiplano im Westen und dem Amazonas-Tiefland im Osten. Die Region weist ein ausgeprägtes Tageszeitenklima auf, bei dem die Temperaturschwankungen im Tagesverlauf deutlicher ausfallen als im Jahresverlauf.
Die mittlere Durchschnittstemperatur der Hochtäler liegt bei 7 °C (siehe Klimadiagramm), die Monatswert schwanken nur unwesentlich zwischen 3 °C im Juni und Juli und 9 °C von November bis Februar. Der Jahresniederschlag beträgt 500 mm, die Monatsniederschläge liegen zwischen unter 10 mm in der Trockenzeit von Mai bis August und 100 bis 120 mm im Januar und Februar.
In den Zinnlagerstätten von Colquiri wird u. a. das seltene Colquiriit gefunden, ein Fluorid-Mineral, das in Vergesellschaftung mit Zinkblende und Pyrit auftritt.

## Bevölkerung
Die Einwohnerzahl des Municipio Colquiri ist von 1992 bis 2024 um mehr als ein Drittel angestiegen:
| Jahr | Einwohner | Quelle       |
| ---- | --------- | ------------ |
| 1992 | 17.052    | Volkszählung |
| 2001 | 18.351    | Volkszählung |
| 2012 | 19.748    | Volkszählung |
| 2024 | 23.456    | Volkszählung |

Das Municipio hatte bei der letzten Volkszählung 2024 eine Bevölkerungsdichte von 24,1 Einwohnern/km², die Lebenserwartung der Neugeborenen im Jahr 2001 lag bei 55,1 Jahren, die Säuglingssterblichkeit war von 9,7 Prozent (1992) auf 9,4 Prozent im Jahr 2001 nahezu unverändert geblieben.
Der Alphabetisierungsgrad bei den über 15-Jährigen betrug im Jahr 2001 73,2 Prozent, und zwar 86,0 Prozent bei Männern und 59,4 Prozent bei Frauen.
72,4 Prozent der Bevölkerung sprechen Spanisch, 82,9 Prozent sprechen Aymara, und 3,3 Prozent Quechua. (2001)
74,7 Prozent der Bevölkerung haben keinen Zugang zu Elektrizität, 87,3 Prozent leben ohne sanitäre Einrichtung. (2001)
73,3 Prozent der insgesamt 4.953 Haushalte besitzen ein Radio, 18,3 Prozent einen Fernseher, 19,9 Prozent ein Fahrrad, 4,0 Prozent ein Motorrad, 1,7 Prozent ein Auto, 3,4 Prozent einen Kühlschrank und 0,7 Prozent ein Telefon. (2001)

## Politik
Ergebnis der Regionalwahlen (concejales del municipio) vom 4. April 2010:
| Wahlberechtigte |  | Stimmen | gültig |  | M.P.S. | MAS-IPSP | MSM    |
| --------------- |  | ------- | ------ |  | ------ | -------- | ------ |
| 7.678           |  | 6.840   | 4.978  |  | 2.077  | 1.766    | 1.135  |
|                 |  | 89,1 %  | 72,8 % |  | 41,7 % | 35,5 %   | 22,8 % |

Ergebnis der Regionalwahlen (elecciones de autoridades políticas) vom 7. März 2021:
| Wahl- berechtigte |  | Wahl- beteiligung | gültige Stimmen |  | MAS-IPSP | J.A.LLALLA.L.P. | MTS    | VENCEREMOS | PBCSP  | PAN-BOL | FPV    |
| ----------------- |  | ----------------- | --------------- |  | -------- | --------------- | ------ | ---------- | ------ | ------- | ------ |
| 9.719             |  | 8.706             | 6.911           |  | 3.716    | 1.681           | 502    | 225        | 205    | 194     | 96     |
|                   |  | 89,58 %           | 79,38 %         |  | 53,77 %  | 24,32 %         | 7,26 % | 3,26 %     | 2,97 % | 2,81 %  | 1,39 % |

## Gliederung
Das Municipio untergliederte sich bei der letzten Volkszählung von 2012 in die folgenden acht Kantone (cantones):
- 02-1004-01 Kanton Colquiri – 30 Ortschaften – 7.904 Einwohner (2001: 5.495 Einwohner)
- 02-1004-02 Kanton Caluyo – 14 Ortschaften – 1.941 Einwohner (2001: 1.940 Einwohner)
- 02-1004-03 Kanton Coriri – 22 Ortschaften – 1.792 Einwohner (2001: 1.606 Einwohner)
- 02-1004-04 Kanton Lanza – 46 Ortschaften – 3.122 Einwohner (2001: 3.688 Einwohner)
- 02-1004-05 Kanton Uyuni – 12 Ortschaften – 1.560 Einwohner (2001: 1.690 Einwohner)
- 02-1004-06 Kanton Huayllamarca – 1 Ortschaft – 112 Einwohner (2001: 1.036 Einwohner)
- 02-1004-07 Kanton Villa Hancacota – 18 Ortschaften – 1.889 Einwohner (2001: 1.077 Einwohner)
- 02-1004-08 Kanton Pauca – 13 Ortschaften – 2.014 Einwohner (2001: 2.147 Einwohner)

## Ortschaften im Municipio Colquiri
- Kanton Colquiri
  - Colquiri 5935 Einw.

- Kanton Caluyo
  - Caluyo 246 Einw. – Alto Cañaviri 145 Einw. – Chullunquiani 129 Einw. – Ancocalani 98 Einw.

- Kanton Coriri
  - Challani 99 Einw. – Coriri 57 Einw.

- Kanton Lanza
  - Lanza Mohoza 308 Einw. – Chiarquipa 143 Einw. – Polloquiri 48 Einw.

- Kanton Uyuni
  - Uyuni (Zona Pucará) 134 Einw.

- Kanton Huayllamarca
  - Huayllamarca 112 Einw.

- Kanton Villa Hancacota
  - Ancocota 154 Einw. – Thola Pampa 92 Einw. – Aranjuez 87 Einw.

- Kanton Pauca
  - Pauca 217 Einw.